# ヴォージラール駅
ヴォージラール駅 (ヴォージラールえき、仏：Vaugirard)は、フランス・パリの15区にあるメトロ12号線 (地下鉄) の駅。

## 概要
ヴォージラール駅は、パリの地下鉄メトロ12号線の駅。パリ南西部にある15区の中央部にあり、第15区役所に近い。ヴォージラール通り沿いに位置している。
1910年11月5日、12号線の駅として開業した。駅名は、ヴォージラール通りにちなんで名付けられた。

## 利用可能な鉄道路線
- メトロ
  - 12号線

## 駅周辺
- サン＝ランベール公園 （Square Saint-Lambert）
- 第15区役所 （Mairie du 15e arrondissement）

## 隣の駅
パリメトロ
■12号線
ヴォロンテール駅 （Volontaires） - ヴォージラール駅 - コンヴァンシオン駅 （Convention）